# Genocidaris
A Genocidaris nem a Cidaridae család egyik állatneme.

## Rendszerezés
A nembe az alábbi 10 faj tartozik:
- Genocidaris affinis (Agassiz, 1869)
- Genocidaris maculata (Agassiz, 1879) - Földközi-tenger, Indiai-óceán nyugati része, Atlanti-óceán keleti része
- Genocidaris jacquementi (Lambert, 1910) - Franciaország partjai
- Genocidaris monilis (Desmarest, in Defrance, 1836) - Franciaország partjai
- Genocidaris catenata (Desor, in Agassiz & Desor, 1846) - Földközi-tenger
- Genocidaris fourtaui (Lambert, 1907) - Egyiptom északi partjai
- Genocidaris massylea (Pomel, 1887) - Algéria partjai
- Genocidaris nicaisei (Pomel, 1887) - Földközi-tenger déli partjai
- Genocidaris fraasi (Gauthier. 1901) - Egyiptom északi partjai
- Genocidaris piae (Lovisato, 1895) - Olaszország partjai